# Action pétitoire
Ne doit pas être confondu avec Action possessoire.
En droit civil, une action pétitoire est une action en justice par laquelle un plaideur revendique la propriété d'un bien immobilier.

## Droit français
La juridiction compétente est le tribunal judiciaire (juridiction de droit commun). Cependant il y a une dérogation apportée dans l'article R. 221-40 du Code de l'organisation judiciaire au profit du tribunal d'instance.
Article R. 221-40: Le tribunal d'instance connaît des demandes incidentes ou moyens de défense qui ne soulèvent pas une question relevant de la compétence exclusive d'une autre juridiction.
Si le moyen de défense implique l'examen d'une question de nature immobilière pétitoire ou possessoire, le tribunal d'instance se prononce à charge d'appel.
La procédure suivie devant le tribunal de grande instance est celle de la procédure contentieuse avec mise en état. Le ministère d'avocat est obligatoire.
La preuve du droit de propriété est régie par les règles usuelles : titres de propriété, attestations de témoins, de voisins, du maire, prescription acquisitive, plans cadastraux, etc.
Souvent, l'instance dévie vers une action en bornage, avec une mesure d'expertise judiciaire sollicitée par l'une des parties ou ordonnée d'office par la juridiction.

## Droit québécois
En droit québécois, l'action pétitoire est prévue à l'article 912 du Code civil du Québec : « Le titulaire d’un droit de propriété ou d’un autre droit réel a le droit d’agir en justice pour faire reconnaître ce droit.
 ». Selon la doctrine majoritaire, il y a eu une levée de l'interdiction de cumul de l'action pétitoire et de l'action possessoire depuis l'abrogation de l'art. 772 du Code de procédure civile en 1994.